# Passionskreuz (Gut Ving)

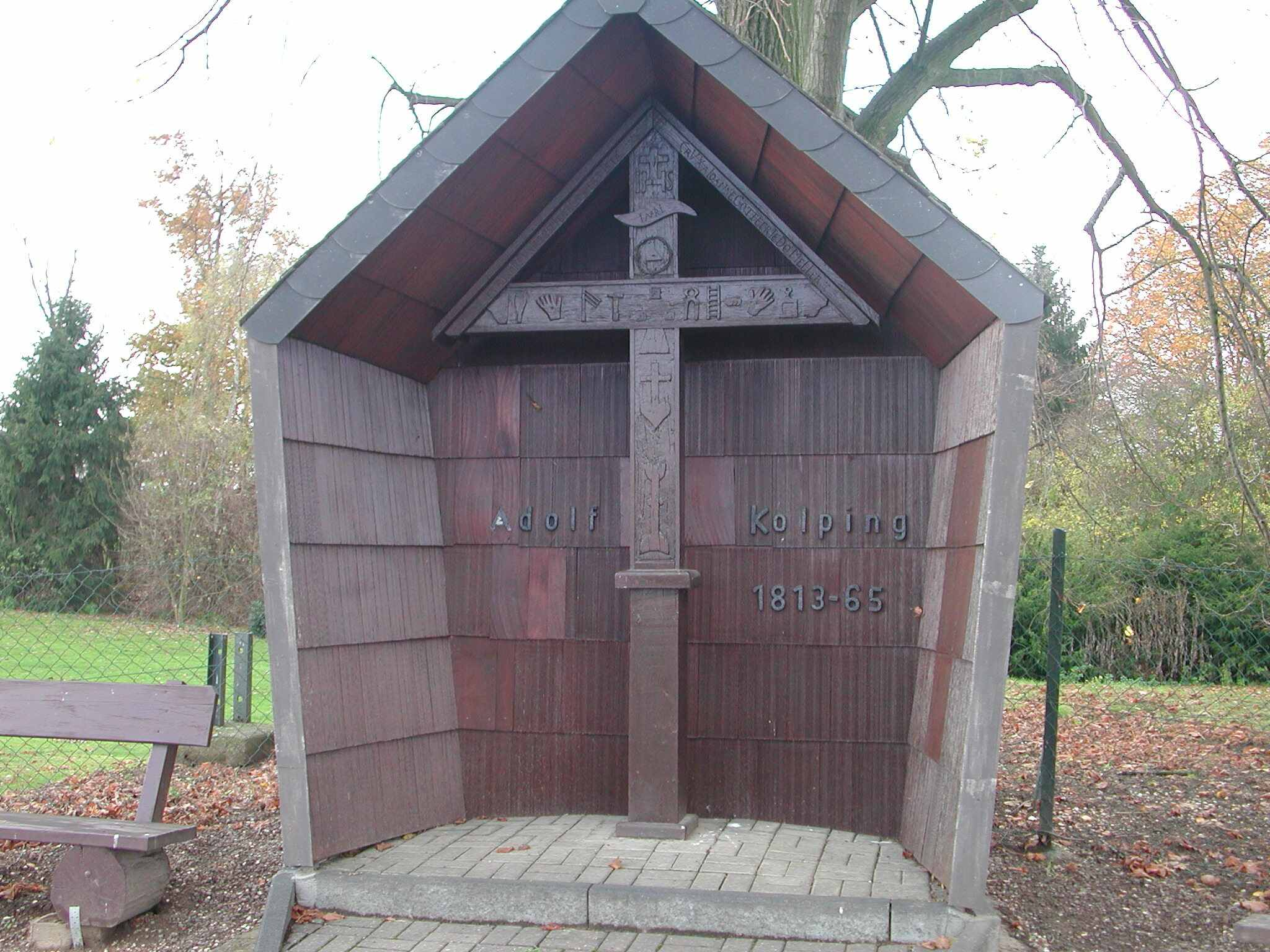
Passionskreuz, 2002

Das Passionskreuz befindet sich nördlich von Wissersheim, einem Ortsteil der Gemeinde Nörvenich im Kreis Düren, Nordrhein-Westfalen an dem unbewohnten landwirtschaftlichen Hof Gut Ving.
Das Holzkreuz mit den Arma Christi in Flachrelief ist durch ein Chronogramm auf das Jahr 1727 zu datieren. Die Schutzhütte und die Abdeckung sind neu. Auf der Rückwand der Schutzhütte steht „Adolf Kolping 1813-1865“. Das Kreuz ist restauriert.
Kolping ist im nahegelegenen Kerpen geboren und wurde als Gesellenvater bekannt. In Gut Ving und am Passionskreuz treffen sich im Mai eines jeden Jahres bis zu 2.500 Menschen zum Gedenken an Kolping.
Das Passionskreuz wurde am 9. April 1985 in die Denkmalliste der Gemeinde Nörvenich unter Nr. 77 eingetragen.

## Belege
- Denkmalliste der Gemeinde Nörvenich (PDF; 108 kB)

Koordinaten: 50° 50′ 3,2″ N, 6° 41′ 5,5″ O